# Холлинс, Джастин
Джастин Холлинс (англ. Justin Hollins; 15 января 1996, Арлингтон, Техас) — профессиональный футболист, выступающий на позиции лайнбекера в клубе НФЛ «Лос-Анджелес Рэмс». Победитель Супербоула LVI. На студенческом уровне играл за команду Орегонского университета. На драфте НФЛ 2019 года был выбран в пятом раунде.

## Биография
Джастин Холлинс родился 15 января 1996 года в Арлингтоне. Учился в подготовительной академии Грейс, перед выпускным годом перевёлся в школу Мартин. За её футбольную команду он играл на позиции ди-энда. В своём единственном сезоне сделал 59 захватов, в том числе 15 с потерей ярдов, четыре сэка, заблокировал один пант и подобрал два фамбла. После окончания школы входил в число ста лучших игроков штата по версии ESPN. В октябре 2013 года Холлинс объявил, что продолжит учёбу и карьеру в Орегонском университете, где тренеры планировали перевести его на место лайнбекера.

### Любительская карьера
Выступления в турнире NCAA он начал в сезоне 2014 года. Холлинс сыграл в четырнадцати матчах, большую часть времени выходя как блокирующий при возвратах начальных ударов. Второй год в университете он провёл в статусе освобождённого игрока. Перед началом сезона 2016 года его перевели с позиции внешнего лайнбекера в линию защиты. На этом месте Холлинс провёл двенадцать игр в основном составе команды, став лучшим среди линейных по числу захватов. В 2017 году он провёл тринадцать матчей. 
В выпускной год Холлинс стал одним из капитанов команды. Он выходил в стартовом составе на все тринадцать матчей «Орегона», стал лучшим в команде по числу сэков и захватов с потерей ярдов. Он также стал единственным игроком поддивизиона FBS, который делал сэк в четырёх первых играх сезона. Последнюю игру в студенческой карьере провёл 31 декабря против «Мичиган Стейт» в Редбокс Боуле. По итогам года был включён в символическую сборную звёзд конференции Pac-12.

#### Статистика выступлений в NCAA
| Сезон | Команда     | Игры | Захваты | Захваты | Захваты | Захваты | Захваты | Перехваты | Перехваты | Перехваты | Перехваты | Перехваты | Фамблы | Фамблы | Фамблы | Фамблы |
| Сезон | Команда     | Игры | Solo    | Ast     | Tot     | Loss    | Sk      | Int       | Yds       | Y/R       | TD        | PD        | FR     | Yds    | TD     | FF     |
| ----- | ----------- | ---- | ------- | ------- | ------- | ------- | ------- | --------- | --------- | --------- | --------- | --------- | ------ | ------ | ------ | ------ |
| 2014  | Орегон Дакс | 14   | 5       | 5       | 10      | 1,0     | 0,0     | 0         | 0         | 0,0       | 0         | 0         | 1      | 0      | 0      | 0      |
| 2015  | Орегон Дакс | 0    | 0       | 0       | 0       | 0,0     | 0,0     | 0         | 0         | 0,0       | 0         | 0         | 0      | 0      | 0      | 0      |
| 2016  | Орегон Дакс | 12   | 27      | 24      | 51      | 9,5     | 3,0     | 0         | 0         | 0,0       | 0         | 2         | 1      | 0      | 0      | 0      |
| 2017  | Орегон Дакс | 13   | 28      | 31      | 59      | 11,0    | 4,5     | 1         | 11        | 11,0      | 1         | 0         | 0      | 0      | 0      | 2      |
| 2018  | Орегон Дакс | 13   | 38      | 26      | 64      | 14,5    | 6,5     | 1         | 7         | 7,0       | 0         | 6         | 1      | 0      | 0      | 5      |
| Всего | Всего       | 52   | 98      | 86      | 184     | 36,0    | 14,0    | 2         | 18        | 9,0       | 1         | 8         | 3      | 0      | 0      | 7      |

### Профессиональная карьера
Аналитик сайта Bleacher Report Мэтт Миллер характеризовал Холлинса как интересного атлета, который способен раскрыться в НФЛ под руководством грамотного тренера. Он хорошо проявил себя во время показательных тренировок, особенно в беге на 40 ярдов, челночном беге и упражнении с тремя конусами. Именно скорость Миллер называл главным достоинством игрока, к прочим он относил опыт игры на разных позициях, в том числе в прикрытии паса, хороший первый шаг, грамотное использование своих габаритов. Недостатками Холлинса называли недостаточный вес, из-за чего могли возникать проблемы при игре против выноса, недостаток техники, не лучшие действия на линии скриммиджа.
В пятом раунде драфта под общим 156 номером Холлинс был выбран «Денвером». В середине мая он подписал с клубом четырёхлетний контракт на общую сумму 2,9 млн долларов. В регулярном чемпионате 2019 года он сыграл в пятнадцати матчах команды, выходя в защите и специальных командах. На основной позиции Холлинс провёл менее 300 снэпов, 137 раз атаковал квотербека и сделал один сэк. В сентябре 2020 года «Бронкос» выставили его на драфт отказов, после чего Холлинс перешёл в «Лос-Анджелес Рэмс».
В регулярном чемпионате 2020 года он сыграл за «Рэмс» в шестнадцати матчах, сделав 28 захватов и три сэка. В плей-офф Холлинс выходил на поле в двух играх. В начале сезона 2021 года он провёл две игры в стартовом составе, но затем получил травму грудной мышцы и смог вернуться на поле только на четырнадцатой игровой неделе. В плей-офф он сыграл в четырёх матчах, в том числе провёл на поле 27 снэпов в победном Супербоуле LVI.

#### Статистика выступлений в НФЛ

##### Регулярный чемпионат
| Сезон | Команда           | Игры | Захваты | Захваты | Захваты | Захваты | Захваты | Перехваты | Перехваты | Перехваты | Перехваты | Перехваты | Фамблы | Фамблы | Фамблы | Фамблы |
| Сезон | Команда           | Игры | Solo    | Ast     | Tot     | Loss    | Sk      | Int       | Yds       | Y/R       | TD        | PD        | FR     | Yds    | TD     | FF     |
| ----- | ----------------- | ---- | ------- | ------- | ------- | ------- | ------- | --------- | --------- | --------- | --------- | --------- | ------ | ------ | ------ | ------ |
| 2019  | Денвер Бронкос    | 15   | 12      | 9       | 21      | 1       | 1,0     | 0         | 0         | 0,0       | 0         | 2         | 0      | 0      | 0      | 0      |
| 2020  | Лос-Анджелес Рэмс | 16   | 18      | 10      | 28      | 3       | 3,0     | 0         | 0         | 0,0       | 0         | 1         | 0      | 0      | 0      | 1      |
| 2021  | Лос-Анджелес Рэмс | 8    | 14      | 8       | 22      | 1       | 2,0     | 0         | 0         | 0,0       | 0         | 0         | 0      | 0      | 0      | 1      |
| Всего | Всего             | 39   | 44      | 27      | 71      | 5       | 6,0     | 0         | 0         | 0,0       | 0         | 3         | 0      | 0      | 0      | 2      |

##### Плей-офф
| Сезон | Команда           | Игры | Захваты | Захваты | Захваты | Захваты | Захваты | Перехваты | Перехваты | Перехваты | Перехваты | Перехваты | Фамблы | Фамблы | Фамблы | Фамблы |
| Сезон | Команда           | Игры | Solo    | Ast     | Tot     | Loss    | Sk      | Int       | Yds       | Y/R       | TD        | PD        | FR     | Yds    | TD     | FF     |
| ----- | ----------------- | ---- | ------- | ------- | ------- | ------- | ------- | --------- | --------- | --------- | --------- | --------- | ------ | ------ | ------ | ------ |
| 2020  | Лос-Анджелес Рэмс | 2    | 4       | 2       | 6       | 0       | 0,0     | 0         | 0         | 0,0       | 0         | 0         | 0      | 0      | 0      | 0      |
| 2021  | Лос-Анджелес Рэмс | 4    | 1       | 1       | 2       | 0       | 0,0     | 0         | 0         | 0,0       | 0         | 0         | 0      | 0      | 0      | 0      |
| Всего | Всего             | 6    | 5       | 3       | 8       | 0       | 0,0     | 0         | 0         | 0,0       | 0         | 0         | 0      | 0      | 0      | 0      |